# Liste der Kulturdenkmäler in Neuerburg
In der Liste der Kulturdenkmäler in Neuerburg sind alle Kulturdenkmäler der rheinland-pfälzischen Stadt Neuerburg einschließlich des Weilers Daudistel aufgeführt. Grundlage ist die Denkmalliste des Landes Rheinland-Pfalz (Stand: 27. Juni 2022).

## Denkmalzonen
| Bezeichnung                      | Lage                                                                             | Baujahr                 | Beschreibung | Bild                           |
| -------------------------------- | -------------------------------------------------------------------------------- | ----------------------- | --- | ------------------------------ |
| Denkmalzone Graf-Dietrich-Straße | Neuerburg, Graf-Dietrich-Straße 9, 12 und 14, Hohlstraße 1 und Kirchgasse 2 Lage | 18. und 19. Jahrhundert | Baugruppe an der Enzbrücke am Eingang in die innere Altstadt, dreigeschossiges Wohnhäuser, spätes 18., frühes und mittleres 19. Jahrhundert, von städtebaulicher Bedeutung         | weitere Bilder Fotos hochladen |
| Denkmalzone Oberstraße           | Neuerburg, Oberstraße 1–19 Lage                                                  | 16. bis 20. Jahrhundert | geschlossen bebaute Süd- und Westseite der Oberstraße, zwei- und dreigeschossige Häuser, 16. bis 20. Jahrhundert, die Grundstücke im südlichen Teil bis an die Stadtmauer reichend | weitere Bilder Fotos hochladen |

## Einzeldenkmäler
| Bezeichnung                          | Lage                                               | Baujahr                           | Beschreibung | Bild                           |
| ------------------------------------ | -------------------------------------------------- | --------------------------------- | --- | ------------------------------ |
| Eligiuskapelle                       | Neuerburg, Am Eligiusbrunnen, Weiherstraße Lage    | 1437–1440                         | ehemalige Hospitalkapelle, Bruchsteinbau, 1437–1440 | weitere Bilder Fotos hochladen |
| Stadtbefestigung                     | Neuerburg, Beilsbachstraße Lage                    | nach 1332                         | Reste der wohl nach 1332 begonnen, spätestens 1818 weitgehend abgebrochenen Mauer, vor allem dreigeschossiger Beilsturm | weitere Bilder Fotos hochladen |
| Katholische Pfarrkirche St. Nikolaus | Neuerburg, Burgfried 2 Lage                        | 1492                              | spätgotischer zweischiffiger Putzbau, spätestens 1492 begonnen, vor 1570 vollendet, 1912/13 Erweiterung und Dachreiter, Architekt Julius Wirtz, Trier; an der Stützmauer am Kirchenaufgang sechs barocke Kreuzwegstationen, 1758–1764, Bildhauer Hennes aus Neuerburg und Quirin aus Kyllburg | weitere Bilder Fotos hochladen |
| Vogtshaus                            | Neuerburg, Burgfried 11 Lage                       | um 1624                           | heute Pfarrhaus; Putzbau mit Treppenturm, um 1624 (?), historisierende Veränderung im späten 19. Jahrhundert, Eckturm der Stadtbefestigung, Zinnenkranz 19. Jahrhundert, historisierende Zufahrt, spätes 19. Jahrhundert, Wappenkartuschen wohl aus dem 17. Jahrhundert, zwei Wappenschilde, bezeichnet 1624 und 1885 | weitere Bilder Fotos hochladen |
| Burg Neuerburg                       | Neuerburg, Burgstraße Lage                         | 12. Jahrhundert                   | Teile der Ringmauer (drei Geschütztürme aus der ersten Hälfte des 16. Jahrhunderts) und südöstliche Trakte (Torbau, Wohnbau mit Erweiterung) der wohl im 12. Jahrhundert gegründeten, im Spätmittelalter ausgebauten, 1692 gesprengten Anlage; 1930–1933 Ausbau zur Jugendherberge, Verwalterhaus nach 1930; Gesamtanlage mit Felsklippe mit Kernburg, Burgstraße (frühes 19. Jahrhundert), Vorburgen, Umwehrung mit drei Türmen | weitere Bilder Fotos hochladen |
| Wegekreuz                            | Neuerburg, Friedrichplatz Lage                     | 17. Jahrhundert                   | Altarkreuz; im Sockel zwei Nischenfiguren, eventuell aus dem 17. Jahrhundert, vor dem Kreuz nahezu vollplastische Pietà, eventuell aus dem 18. Jahrhundert | weitere Bilder Fotos hochladen |
| Skulptur                             | Neuerburg, Graf-Dietrich-Straße Lage               | 1740                              | Nepomukstatue; qualitätvolle Skulptur auf 1740 bezeichnetem Unterbau | Fotos hochladen                |
| Wohnhaus                             | Neuerburg, Graf-Dietrich-Straße 9 Lage             | 1743                              | dreigeschossiges Eckwohnhaus mit Walmdach, enzseitig zweigeschossig mit Mansarddach, bezeichnet 1743 und 1841 | Fotos hochladen                |
| Wohnhaus                             | Neuerburg, Graf-Dietrich-Straße 14 Lage            | 1779                              | dreigeschossiges barockes Eckwohnhaus mit Mansarddach, bezeichnet 1779 | Fotos hochladen                |
| Gartenhäuschen                       | Neuerburg, Heidbachstraße Lage                     | erste Hälfte des 19. Jahrhunderts | Gartenhäuschen, erste Hälfte des 19. Jahrhunderts | BW                             |
| Villa                                | Neuerburg, Herrenstraße 5 Lage                     | gegen 1880                        | späthistoristische Villa auf asymmetrischem Grundriss mit dreigeschossigem Turm, Kavaliersarchitekt Johann Baptist Ferdinand Homann, wohl gegen 1880 | weitere Bilder Fotos hochladen |
| Wohnhaus                             | Neuerburg, Herrenstraße 8 Lage                     | 1820                              | Wohnhaus mit Mansarddach, bezeichnet 1820 | Fotos hochladen                |
| Wohnhaus                             | Neuerburg, Kreuzbergstraße 1 Lage                  | erste Hälfte des 19. Jahrhunderts | Wohnhaus, zweieinhalbgeschossiger breitgiebliger Krüppelwalmdachbau, erste Hälfte des 19. Jahrhunderts | BW                             |
| Treppenturm                          | Neuerburg, Marktstraße 1 Lage                      | 16. oder 17. Jahrhundert          | Renaissance-Treppenturm, 16. oder 17. Jahrhundert | weitere Bilder Fotos hochladen |
| Wegekreuz                            | Neuerburg, Mühlenstraße, bei Nr. 15 Lage           | frühes 18. Jahrhundert            | aufwändig dekoriertes Nischenkreuz, wohl aus dem frühen 18. Jahrhundert | weitere Bilder Fotos hochladen |
| Wohnhaus                             | Neuerburg, Oberstraße 1 Lage                       | 1776                              | dreigeschossiges Wohnhaus, bezeichnet 1776, Walmdach wohl aus dem 19. oder frühen 20. Jahrhundert | weitere Bilder Fotos hochladen |
| Wohnhaus                             | Neuerburg, Oberstraße 2 Lage                       | 1818                              | stattliches Eckwohnhaus mit Mansarddach, Wappen der Familie Neufforge, wohl von 1818 (Wiederaufbau) | weitere Bilder Fotos hochladen |
| Wohnhaus                             | Neuerburg, Oberstraße 5 Lage                       | 16. oder 17. Jahrhundert          | schmales Wohnhaus auf hohem Kellergeschoss, im Kern aus dem 16. oder 17. Jahrhundert, Halbgeschoss wohl aus dem 19. oder 20. Jahrhundert | BW                             |
| Wohnhaus                             | Neuerburg, Oberstraße 23 Lage                      | 1781                              | dreigeschossiges Wohnhaus auf hohem Kellergeschoss, bezeichnet 1781, Obergeschoss wohl aus dem späten 19. Jahrhundert | weitere Bilder Fotos hochladen |
| Wohnhaus                             | Neuerburg, Oberstraße 31 Lage                      | 1804                              | zweiachsiges dreigeschossiges Wohnhaus, bezeichnet 1804 | weitere Bilder Fotos hochladen |
| Wohnhaus                             | Neuerburg, Oberstraße 35 Lage                      | 16. Jahrhundert                   | dreigeschossiges Wohnhaus, im Kern aus dem 16. Jahrhundert | weitere Bilder Fotos hochladen |
| Friedhofskreuz                       | Neuerburg, Pestalozzistraße, auf dem Friedhof Lage | 1885                              | Friedhofskreuz; neugotische Kreuzigungsgruppe, 1885, Bildhauer Johann Hess, Neuerburg | BW                             |
| Portal                               | Neuerburg, Weiherstraße, an Nr. 4 Lage             | 1816                              | aufwändige klassizistische Eingangsachse, bezeichnet 1816 | Fotos hochladen                |
| Portal                               | Neuerburg, Weiherstraße, an Nr. 7 Lage             | um 1820/30                        | geschnitzter Türflügel mit Oberlicht, um 1820/30 | Fotos hochladen                |
| Südportal des Neuerburger Tunnels    | Neuerburg, nördlich der Stadt Lage                 | 1907                              | Südportal des Neuerburger Tunnels der Bahnlinie Neuerburg–Arzfeld, bezeichnet 1907 | BW                             |
| Kreuzkapelle                         | Neuerburg, östlich der Stadt Lage                  | 1707–1712                         | gestaffelter Putzbau, Chor 1707–1712, Sakristeianbau um 1715, Schiff 1744, Vorhalle 1788; mit Ausstattung vom Neuerburger Bildschnitzers Hubert Litge; Kreuzweg, 13 Stationen, Terrakotta, barockisierende Motive, neugotische Abschlusskreuze, 1895, barocke Kapelle, 18. Jahrhundert | weitere Bilder Fotos hochladen |
| Wegekreuz                            | Neuerburg, östlich der Stadt Lage                  | 1824                              | Balkenkreuz, Schiefer, bezeichnet 1824 | BW                             |
| Schwarzbildchen                      | Neuerburg, westlich der Stadt Lage                 | Anfang des 20. Jahrhunderts       | Schwarzbildchen; Muttergottes, Holzskulptur, angeblich Kopie eines Bildwerks des 17. Jahrhunderts; neugotische Johanneskapelle, wohl vom Anfang des 20. Jahrhunderts, sieben neugotische Stationsbilder, bezeichnet 1894 | weitere Bilder Fotos hochladen |
| Hofanlage                            | Daudistel, Nr. 9 Lage                              | frühes 19. Jahrhundert            | Hofanlage, frühes 19. Jahrhundert; Streckhof, wohl um 1800, Stallscheune bezeichnet 1818 (?), eingeschossiger Pultdachanbau, in den Hang gebautes Nebengebäude | BW                             |
| Kapelle St. Quintinus                | Daudistel, westlich von Nr. 1 Lage                 | 1771                              | Saalbau mit Dachreiter, 1771, eventuell mit älteren Teilen | weitere Bilder Fotos hochladen |